# Asparagus horridus
Asparagus horridus is een struiksoort uit de familie Asparagaceae. Het zijn klimplanten. Ze hebben eenvoudige, brede bladeren en vlezige vruchten. Individuele planten kunnen tot 1 m hoog worden.
De soort is inheems in Algerije, de Balearen, de Canarische Eilanden, Cyprus, Egypte (inclusief de Sinaï), Griekenland (inclusief Kreta en de Oost-Egeïsche eilanden), de Golfstaten, Italië (inclusief Sardinië en Sicilië), Libanon, Libië, Marokko, Palestina, Saoedi-Arabië, Spanje, Syrië en Tunesië.